# Crematogaster lineolata
Crematogaster lineolata är en myrart som först beskrevs av Thomas Say 1836.  Crematogaster lineolata ingår i släktet Crematogaster och familjen myror. Inga underarter finns listade i Catalogue of Life.

## Bildgalleri

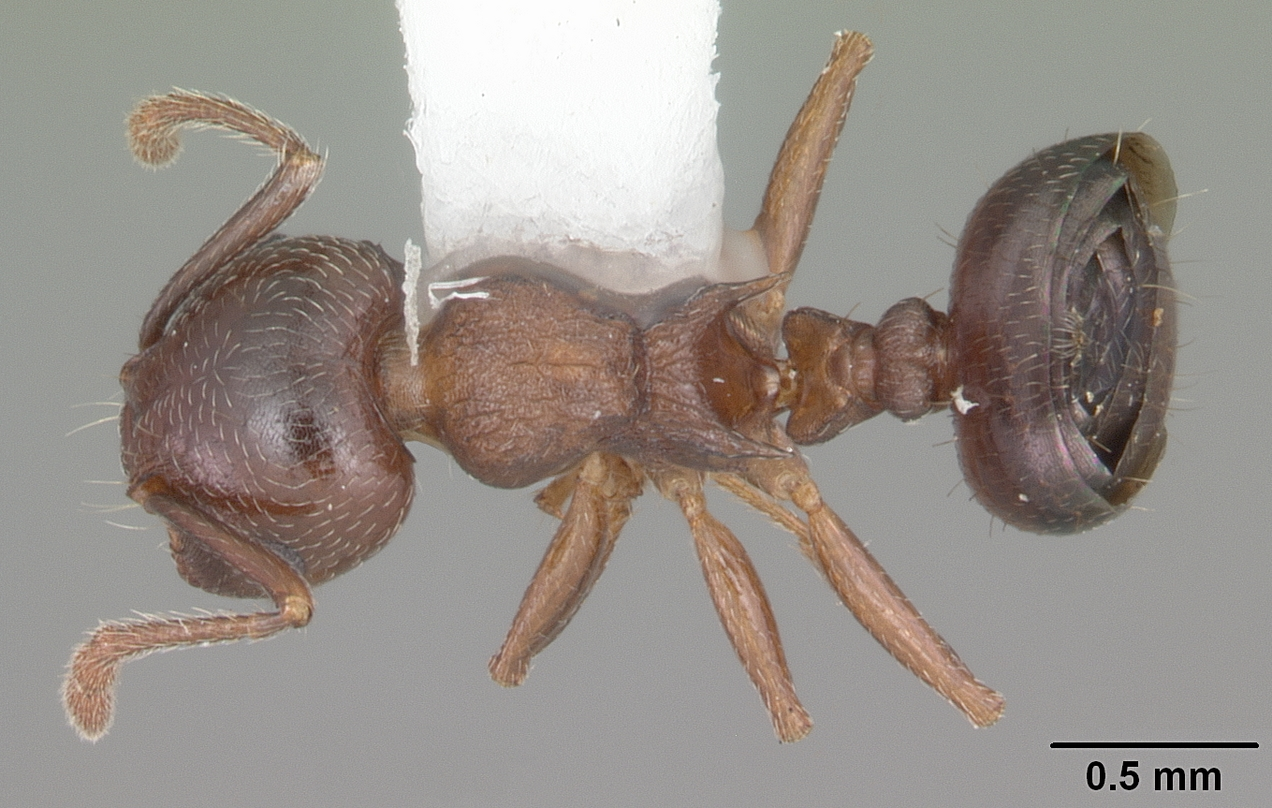
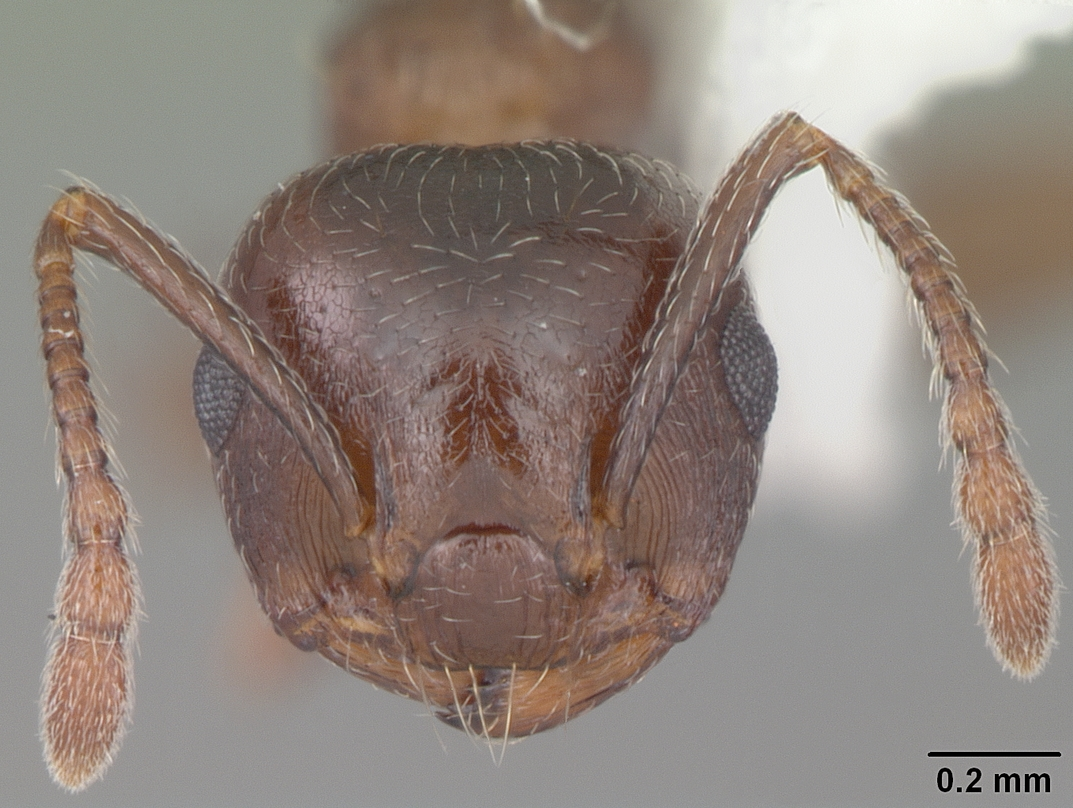
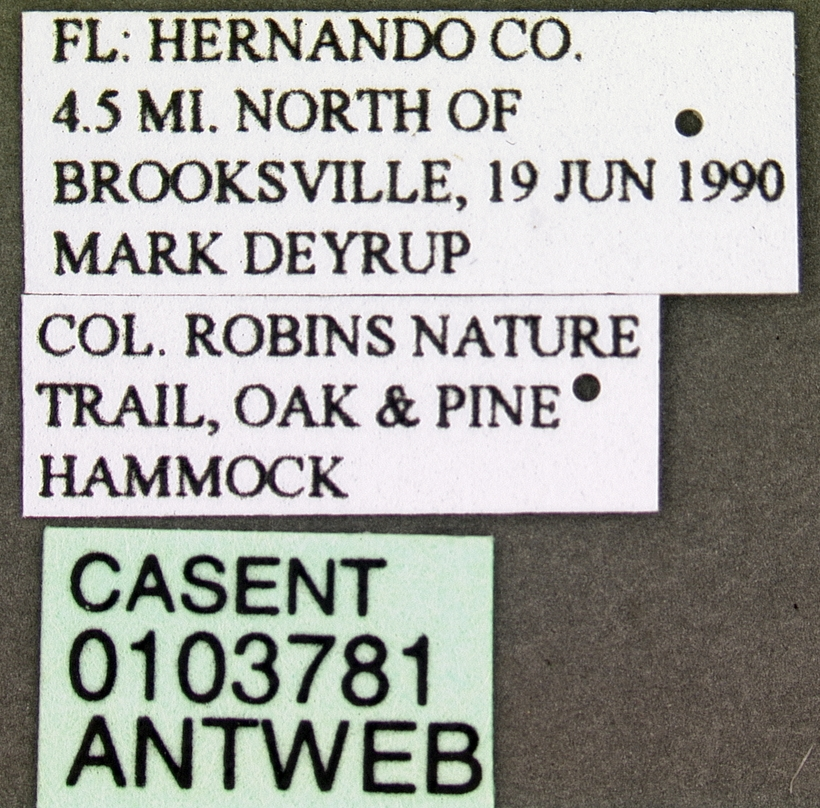
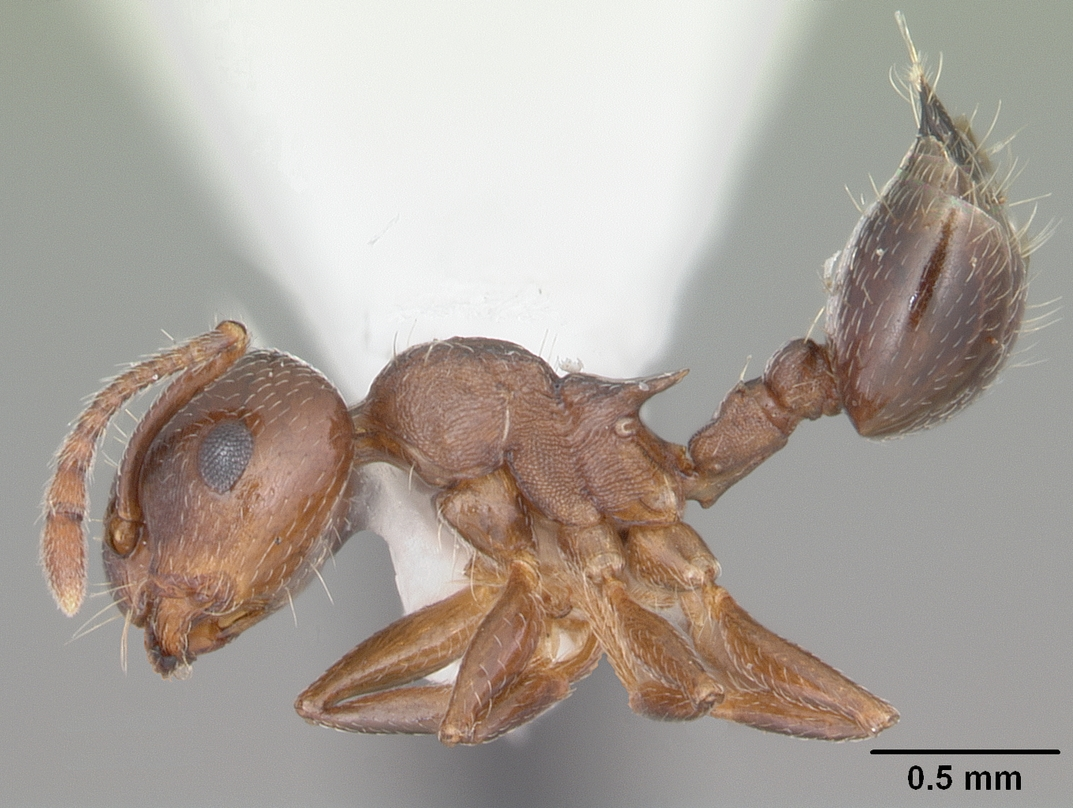
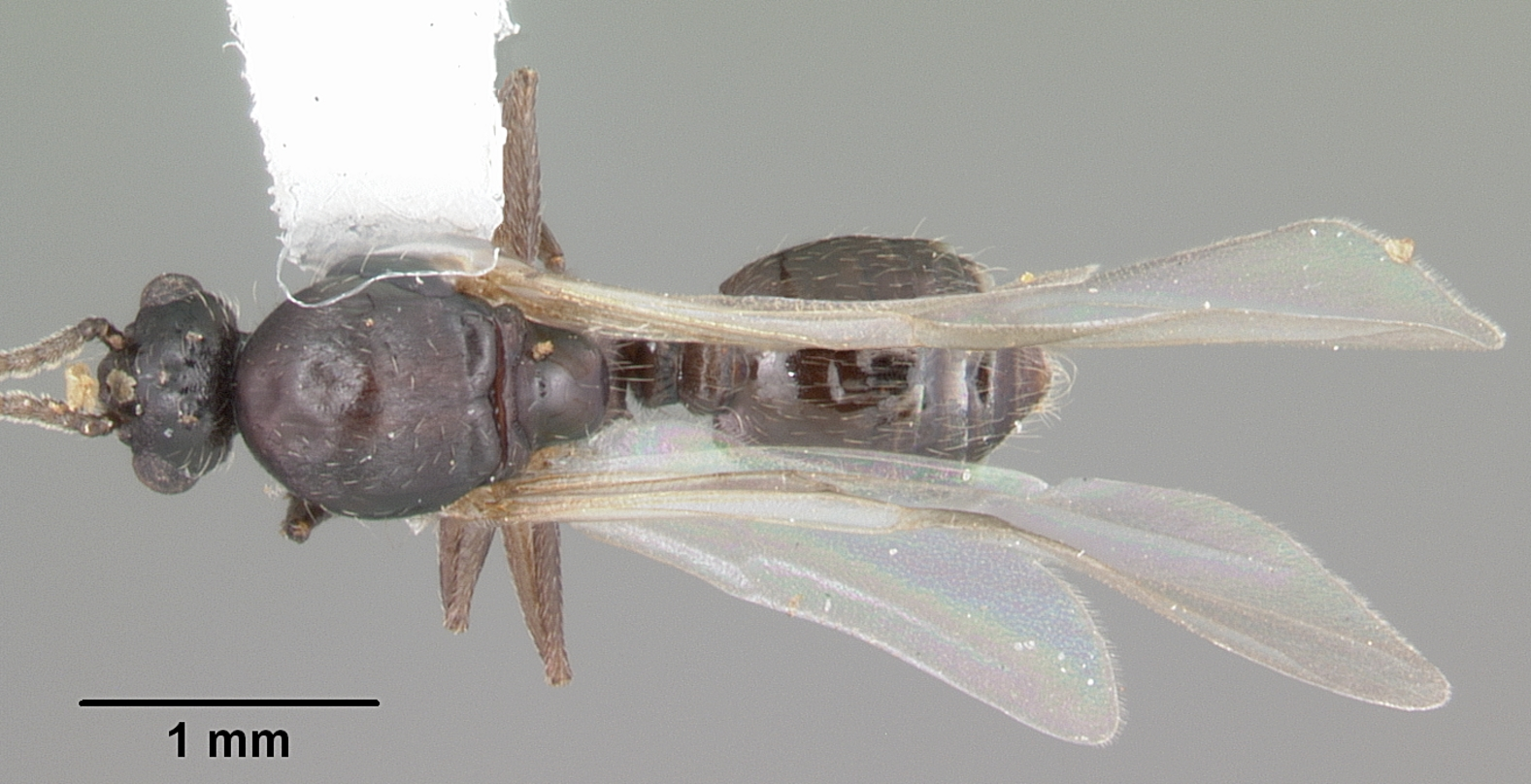
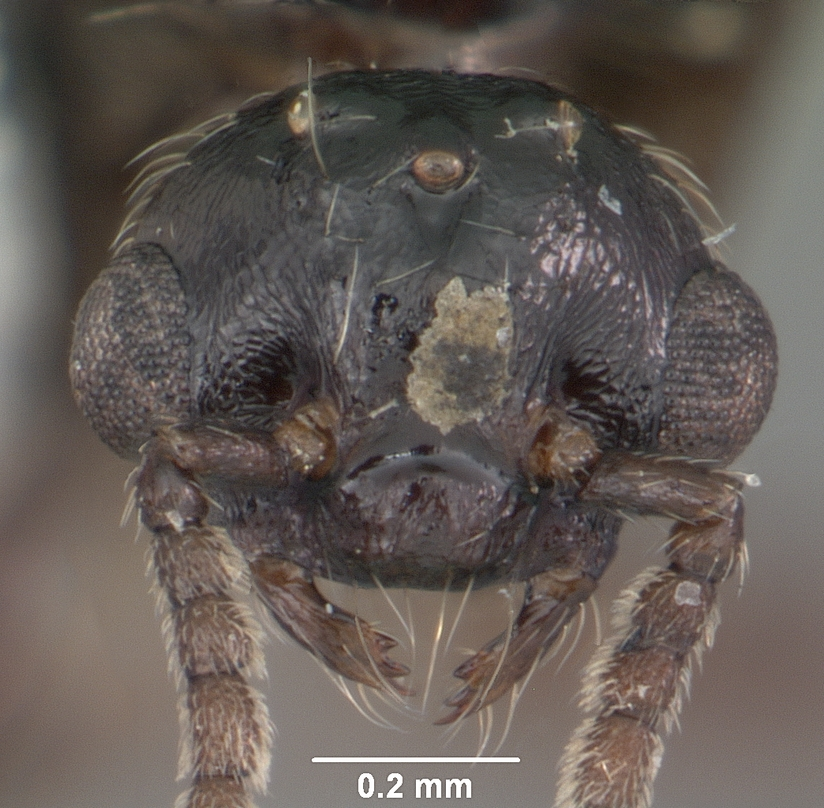